# 아우체시

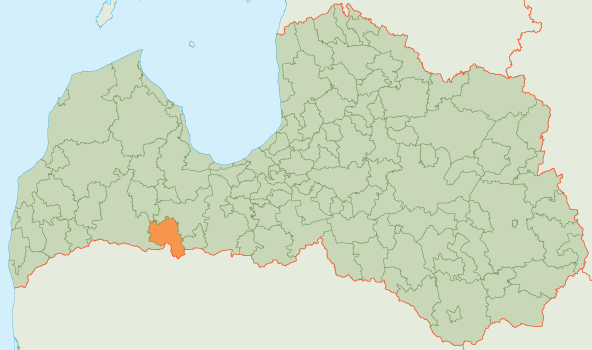
아우체 시의 위치

아우체시(라트비아어: Auces novads)는 라트비아의 지방 자치체로 행정 중심지는 아우체이며 면적은 517.8km2, 인구는 8,772명(2009년 기준), 인구 밀도는 17명/km2이다. 1개 도시, 6개 교구를 관할한다.

## 같이 보기
- 라트비아의 행정 구역